# إيرين هانسون فريز
إيرين هانسون فريز (بالإنجليزية: Irene Hanson Frieze)‏ هي أستاذة فخرية في علم النفس ودراسات المرأة في جامعة بيتسبرغ. وهي معروفة بشكل خاص بعملها الرائد في تأسيس مجال دراسات المرأة، ولأبحاثها حول عنف الشريك الحميم في الزواج وعلاقات المواعدة، والدراسات العابرة للثقافات وللمواقف حول العمل والأدوار الجندرية، والهجرة.

## الجوائز
حصلت فريز على العديد من الجوائز المرموقة طوال حياتها المهنية. في عام 1989، حصلت على جائزة كارولين وود شريف للمحاضرة من الجمعية الأمريكية لعلم النفس (APA) القسم 35 (جمعية علم نفس المرأة) حول النظر في السياق الاجتماعي في أبحاث النوع الاجتماعي، والتي تم نشرها لاحقًا في علم نفس النساء الربع سنوي. حصلت على جائزة النشر المتميز لعام 1998 من جمعية المرأة في علم النفس لعملها كمحررة مشاركة في 1997 العدد الخاص قياس المعتقدات حول الأدوار المناسبة للنساء والرجال المنشورة في سيكولوجية المرأة الفصلية.

## وصلات خارجية
- Frieze's Website
- Psychology's Feminist Voices Profile
- The Unger-Frieze Prize